# 56-й меридіан східної довготи
56-й меридіан східної довготи — лінія довготи, що лежить на 56 градусів східніше Гринвіцького меридіана. Вона проходить від Північного полюса через Північний Льодовитий океан, Євразію, Індійський океан, Південний океан та Антарктиду до Південного полюса.
Через меридіан проходить частина кордону між Казахстаном та Узбекистаном.
56-й меридіан східної довготи формує велике коло разом із 126-тим меридіаном західної довготи.

## Список географічних об'єктів, що перетинає 56° сх. д.
Починаючи на Північному полюсі та рухаючись до Південного полюса, 56-й меридіан східної довготи проходить через:
| Координати                                                 | Країна, територія або море                       | Примітки |
| ---------------------------------------------------------- | ------------------------------------------------ | --- |
| 90°0′ пн. ш. 56°0′ сх. д. / 90.000° пн. ш. 56.000° сх. д.  | Північний Льодовитий океан                       | |
| 81°18′ пн. ш. 56°0′ сх. д. / 81.300° пн. ш. 56.000° сх. д. | Росія                                            | Земля Франца-Йосифа — проходить через острови Джексона, Солсбері, Чамп, Алжер та Мак-Клінтока                                                                           |
| 80°4′ пн. ш. 56°0′ сх. д. / 80.067° пн. ш. 56.000° сх. д.  | Баренцове море                                   | |
| 75°11′ пн. ш. 56°0′ сх. д. / 75.183° пн. ш. 56.000° сх. д. | Росія                                            | Нова Земля — проходить через Північний та Південний острови |
| 72°46′ пн. ш. 56°0′ сх. д. / 72.767° пн. ш. 56.000° сх. д. | Карське море                                     | |
| 71°21′ пн. ш. 56°0′ сх. д. / 71.350° пн. ш. 56.000° сх. д. | Росія                                            | Нова Земля — проходить через Південний острів |
| 70°34′ пн. ш. 56°0′ сх. д. / 70.567° пн. ш. 56.000° сх. д. | Печорське море                                   | |
| 68°38′ пн. ш. 56°0′ сх. д. / 68.633° пн. ш. 56.000° сх. д. | Росія                                            | Проходить західніше Пермі та через Уфу |
| 50°42′ пн. ш. 56°0′ сх. д. / 50.700° пн. ш. 56.000° сх. д. | Казахстан                                        | |
| 45°0′ пн. ш. 56°0′ сх. д. / 45.000° пн. ш. 56.000° сх. д.  | Становить кордон між Казахстаном та Узбекистаном | |
| 41°19′ пн. ш. 56°0′ сх. д. / 41.317° пн. ш. 56.000° сх. д. | Туркменістан                                     | |
| 38°4′ пн. ш. 56°0′ сх. д. / 38.067° пн. ш. 56.000° сх. д.  | Іран                                             | |
| 27°5′ пн. ш. 56°0′ сх. д. / 27.083° пн. ш. 56.000° сх. д.  | Перська затока                                   | Протока Хуран[en] |
| 26°57′ пн. ш. 56°0′ сх. д. / 26.950° пн. ш. 56.000° сх. д. | Іран                                             | Проходить через острів Кешм |
| 26°45′ пн. ш. 56°0′ сх. д. / 26.750° пн. ш. 56.000° сх. д. | Перська затока                                   | Ормузька протока |
| 25°52′ пн. ш. 56°0′ сх. д. / 25.867° пн. ш. 56.000° сх. д. | ОАЕ                                              | Проходить через Рас-ель-Хайму |
| 24°58′ пн. ш. 56°0′ сх. д. / 24.967° пн. ш. 56.000° сх. д. | Оман                                             | Приблизно на 9 км |
| 24°53′ пн. ш. 56°0′ сх. д. / 24.883° пн. ш. 56.000° сх. д. | ОАЕ                                              | Приблизно на 4 км |
| 24°51′ пн. ш. 56°0′ сх. д. / 24.850° пн. ш. 56.000° сх. д. | Оман                                             | |
| 24°7′ пн. ш. 56°0′ сх. д. / 24.117° пн. ш. 56.000° сх. д.  | ОАЕ                                              | Приблизно на 6 км |
| 24°4′ пн. ш. 56°0′ сх. д. / 24.067° пн. ш. 56.000° сх. д.  | Оман                                             | |
| 17°55′ пн. ш. 56°0′ сх. д. / 17.917° пн. ш. 56.000° сх. д. | Індійський океан                                 | Затока Курія-Мурія |
| 17°31′ пн. ш. 56°0′ сх. д. / 17.517° пн. ш. 56.000° сх. д. | Оман                                             | Проходить через острів Ель-Халланія[en] |
| 17°29′ пн. ш. 56°0′ сх. д. / 17.483° пн. ш. 56.000° сх. д. | Індійський океан                                 | Проходить східніше островів Ла-Діг та Фрегат, Сейшельські Острови Проходить західніше острова Коетіві, Сейшельські Острови Проходить східніше острова Реюньйон, Франція |
| 60°0′ пд. ш. 56°0′ сх. д. / 60.000° пд. ш. 56.000° сх. д.  | Південний океан                                  | |
| 66°10′ пд. ш. 56°0′ сх. д. / 66.167° пд. ш. 56.000° сх. д. | Антарктида                                       | Проходить через Австралійську антарктичну територію (претендує Австралія)                                                                                               |